# Brücken in Herford
In dieser Zusammenstellung sind alle öffentlichen Brücken in Herford erfasst. Nicht berücksichtigt sind die vielen Durchlässe, durch die Bäche unter Straßen und Gleisen hindurchfließen.
Dadurch, dass durch Herford die Werre, die Aa und der Stadtgraben fließen, gibt es hier viele Brücken. Über diese drei Wasserläufe führen mehr als 20 Straßen-, Eisenbahn- und Fußgängerbrücken. Hinzu kommen 17 Brücken der Bahnanlagen über Straßen und zahlreiche Straßenbrücken über andere Straßen. Das Baudezernat der Stadt Herford ist für die Unterhaltung von 46 Brücken zuständig.
Die Herforder Brücken haben keine offiziellen Namen, sie sind daher auch nicht im Herforder Stadtplan zu finden. Einige haben allerdings umgangssprachliche oder inoffizielle Namen oder werden nach der Straße, die über die jeweilige Brücke führt, oder nach den ehemaligen Stadttoren benannt. So gibt es die Lübbertorbrücke und zwei Bergertorbrücken über die Werre sowie eine der ältesten Herforder Brücken, die Steintorbrücke über den Stadtgraben.

## Brücken über Flüsse

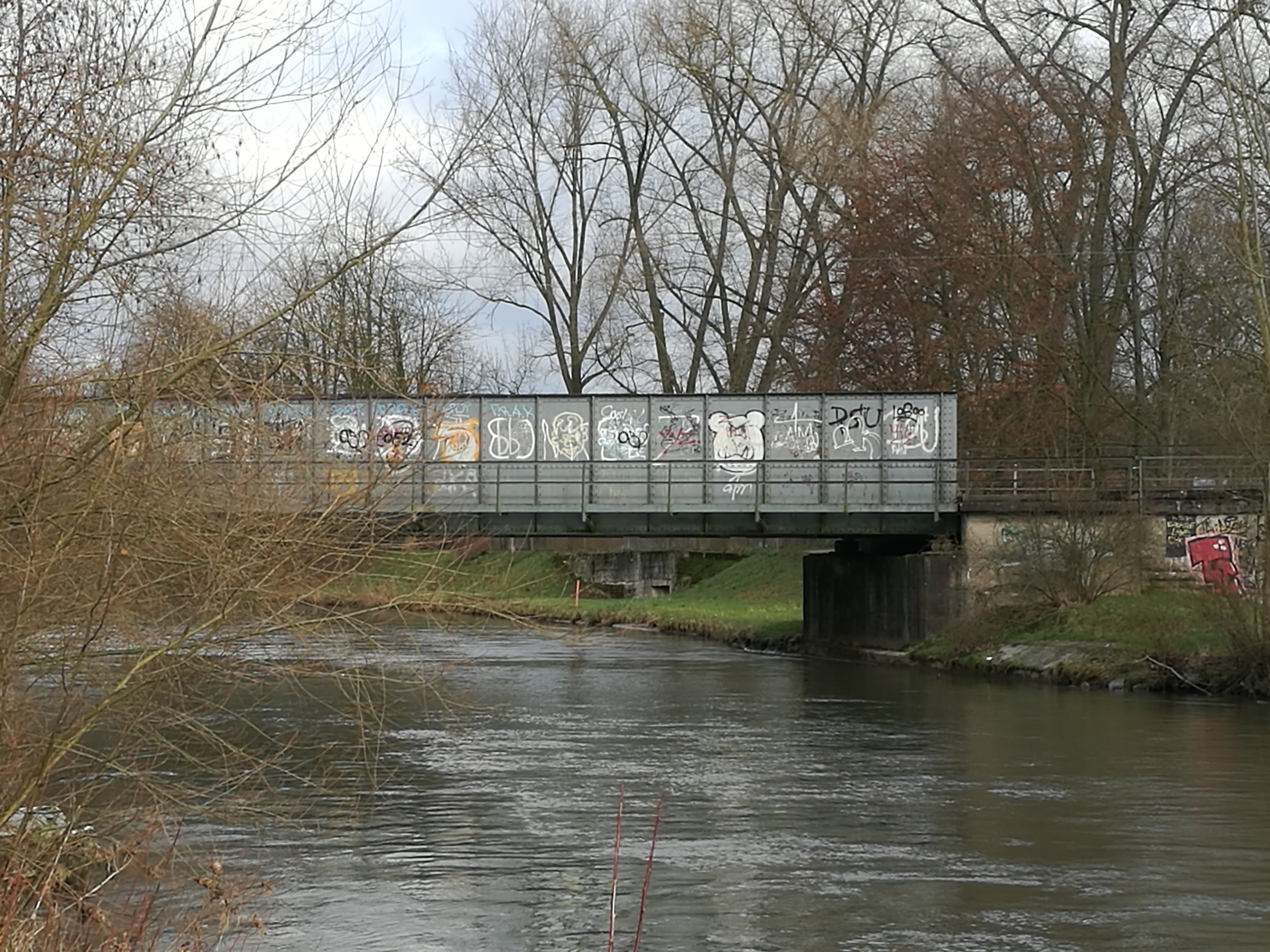
Eisenbahnbrücke der Strecke Herford-Altenbeken über die Werre

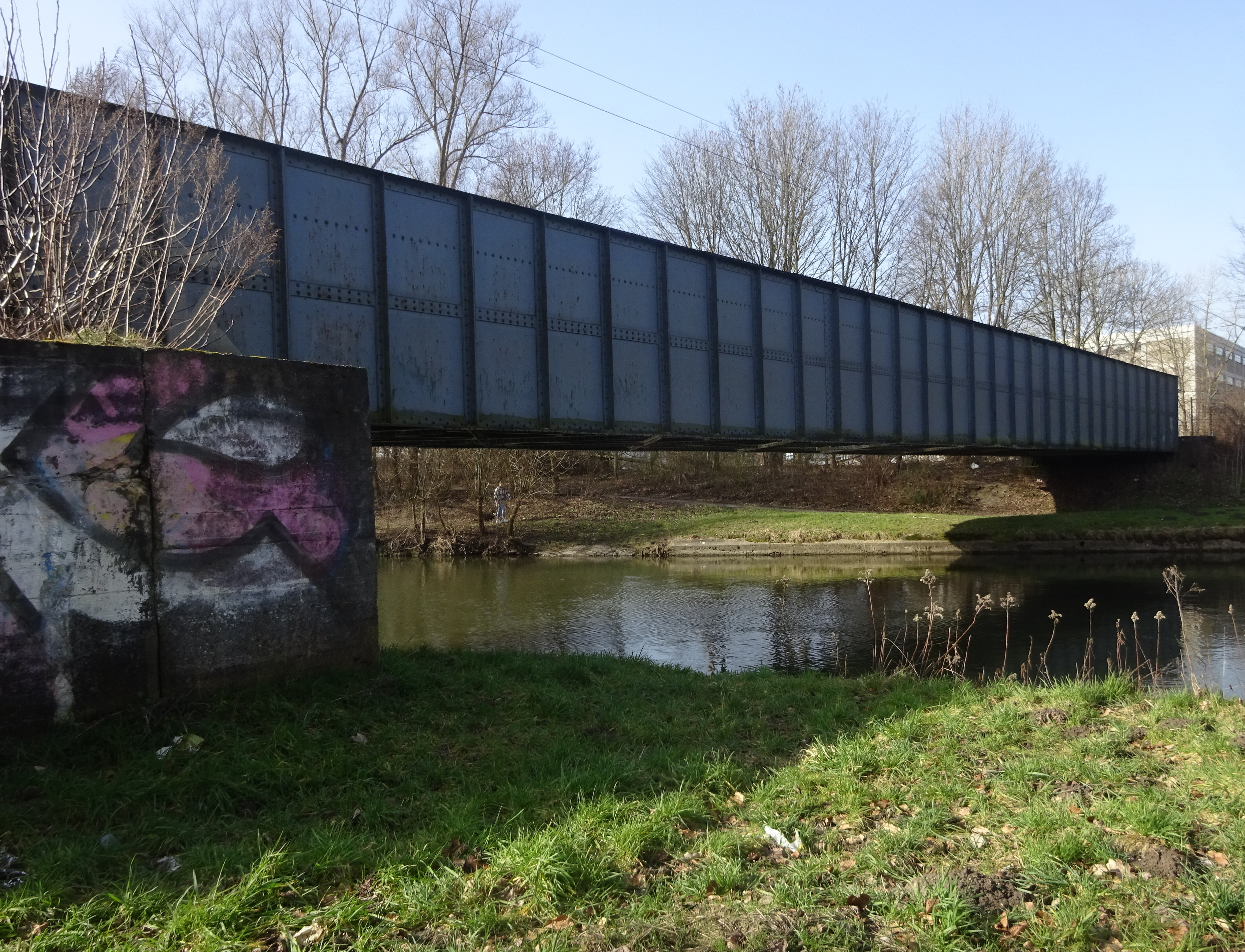
Eisenbahnbrücke der Strecke Herford-Altenbeken über die Werre, Bild 2

### Werre

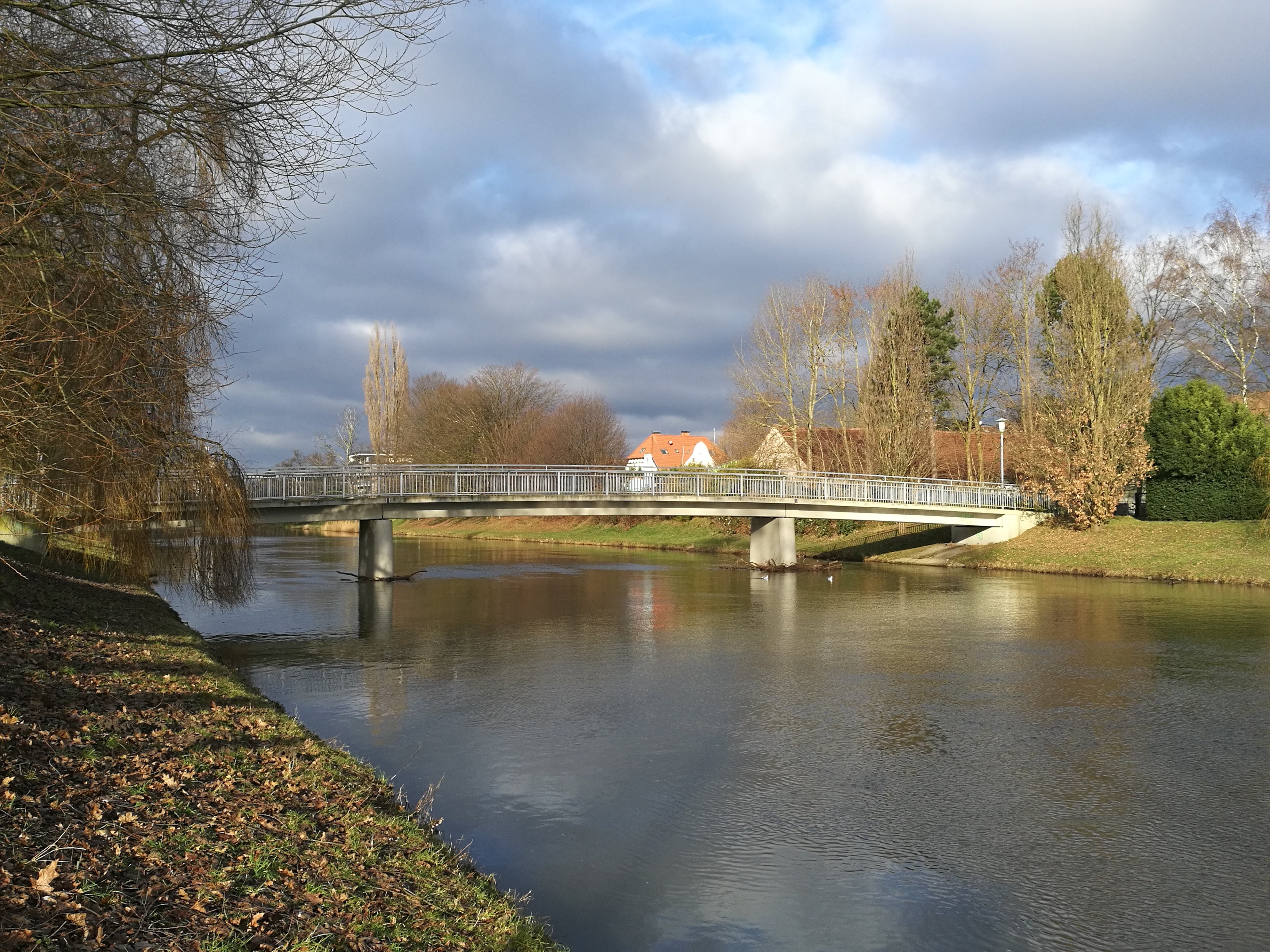
Melcherbrücke

#### Eisenbahnbrücke der Strecke Herford–Altenbeken
Flussabwärts von Bad Salzuflen kommend überquert im Bereich des Ludwig-Jahn-Stadions und des Freizeitbades H2O eine Eisenbahnbrücke der Strecke Herford–Altenbeken die Werre. Die Brücke wurde ebenso wie die Lippische Bahn, wie die Strecke auch genannt wird, im Jahr 1880 erbaut, wobei die ursprüngliche Brücke 1944 durch den Bombenkrieg so weit zerstört wurde, dass sie durch eine Behelfsbrücke ersetzt werden musste.

#### Wiesestraßenbrücke
Die Brücke überquert die Werre im Bereich der Kiewiese und des H2O. Sie wurde 1913 gebaut, nachdem der Magistrat beschlossen hatte, die Wiesestraße über die Werre bis zur Salzufler Straße weiterzuführen. 2011 wurde die Brücke saniert. Wie Wiesestraße wurde nach dem in Herford geborenen Pädagogen Ludwig Adolf Wiese benannt, dessen Geburtshaus an der Ecke Johannisstraße/Wiesestraße stand.

#### Melcherbrücke
Etwa in der Mitte zwischen der Wiesestraßenbrücke und dem Bergertor verbindet eine Fußgänger- und Fahrradbrücke das Weddigenufer mit der Salzufler Straße (L 712) in Höhe der Hochschule für Kirchenmusik der Evangelischen Kirche von Westfalen. Die Brücke hieß 1860 Milchbrücke und 1899 Melcherbrücke. Der Name bezieht sich auf die Melker, die ihre Milchkühe über die Brücke auf die gegenüberliegenden Weiden trieben. Zu diesem Zweck war die Brücke ursprünglich auch als Holzbrücke gebaut worden. Später wurde dann eine Betonbrücke erstellt, die 1979 abgebrochen und durch eine neue Betonbrücke ersetzt wurde, die 2011 saniert wurde.

#### Bergertorbrücken

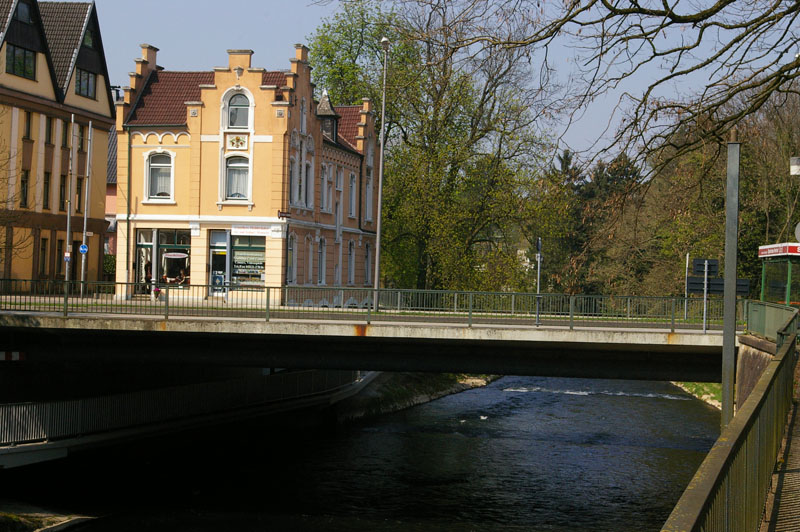
Lübbertorbrücke

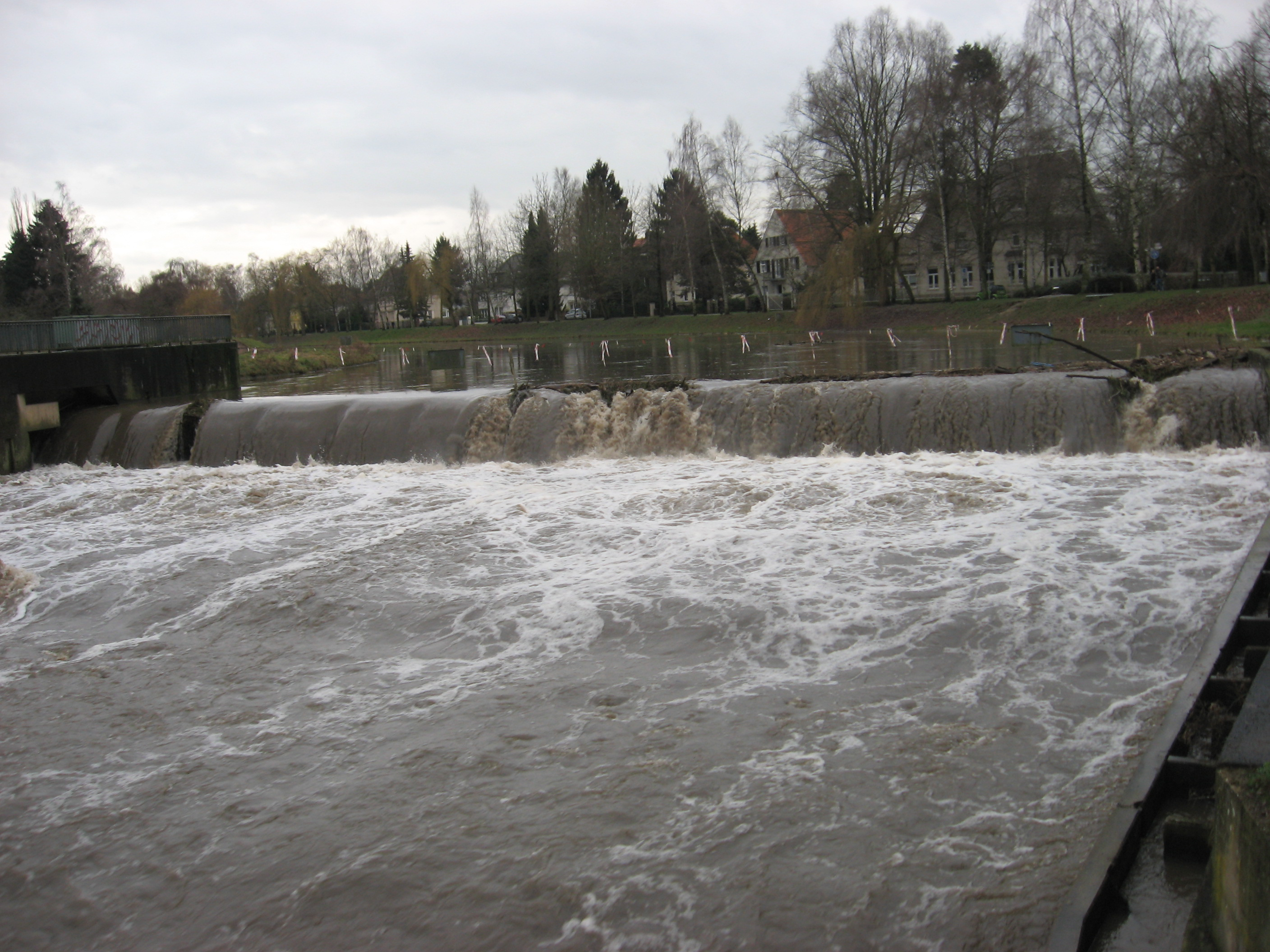
Werre-Wehr am Bergertor

Am Bergertor, das seinen Namen vom Stiftberg bekam, befand sich eine der fünf Herforder Mehrtoranlagen. In der Werre befand sich an dieser Stelle eine Insel, über die die Brücke führte. Im Jahre 1795 wurde die damalige Bergertorbrücke bei einem durch Tauwetter verursachten Hochwasser weggerissen. Sie wurde 1797 durch eine neue Brücke ersetzt. Auf der Brücke bzw. der Insel stand ein Zollwärterhaus, wie es sich auch an den anderen Stadttoren befand. Nachdem hier keine Brücken- und Straßengelder mehr eingezogen wurden, richtete die Stadt 1884 ein Polizeigefängnis ein. 1937 wurde das Zollhaus abgerissen.
Von 1902 bis 1964 befand sich am östlichen Ende der Bergertorbrücke eine Gaststätte, vor der die Haltestelle Bergertor der Herforder Kleinbahn war.
Im Zusammenhang mit dem Bau des Innenstadtrings wurde 1969 mit dem Rückbau der Insel begonnen. Die beiden Wehre, die sich beiderseits der Insel befanden, wurden durch ein weiter flussaufwärts liegendes Wehr ersetzt. Anschließend wurde die Brücke, die über die Insel verlief, abgebrochen und durch zwei parallel verlaufende Brücken ersetzt. Während die südliche Brücke in Richtung Bad Salzuflen zwei Fahrstreifen hat, befinden sich auf der nördlichen Brücke vier Fahrstreifen, jeweils zwei in Richtung Berliner Straße (L 712/778) und Bergertorstraße (L778).

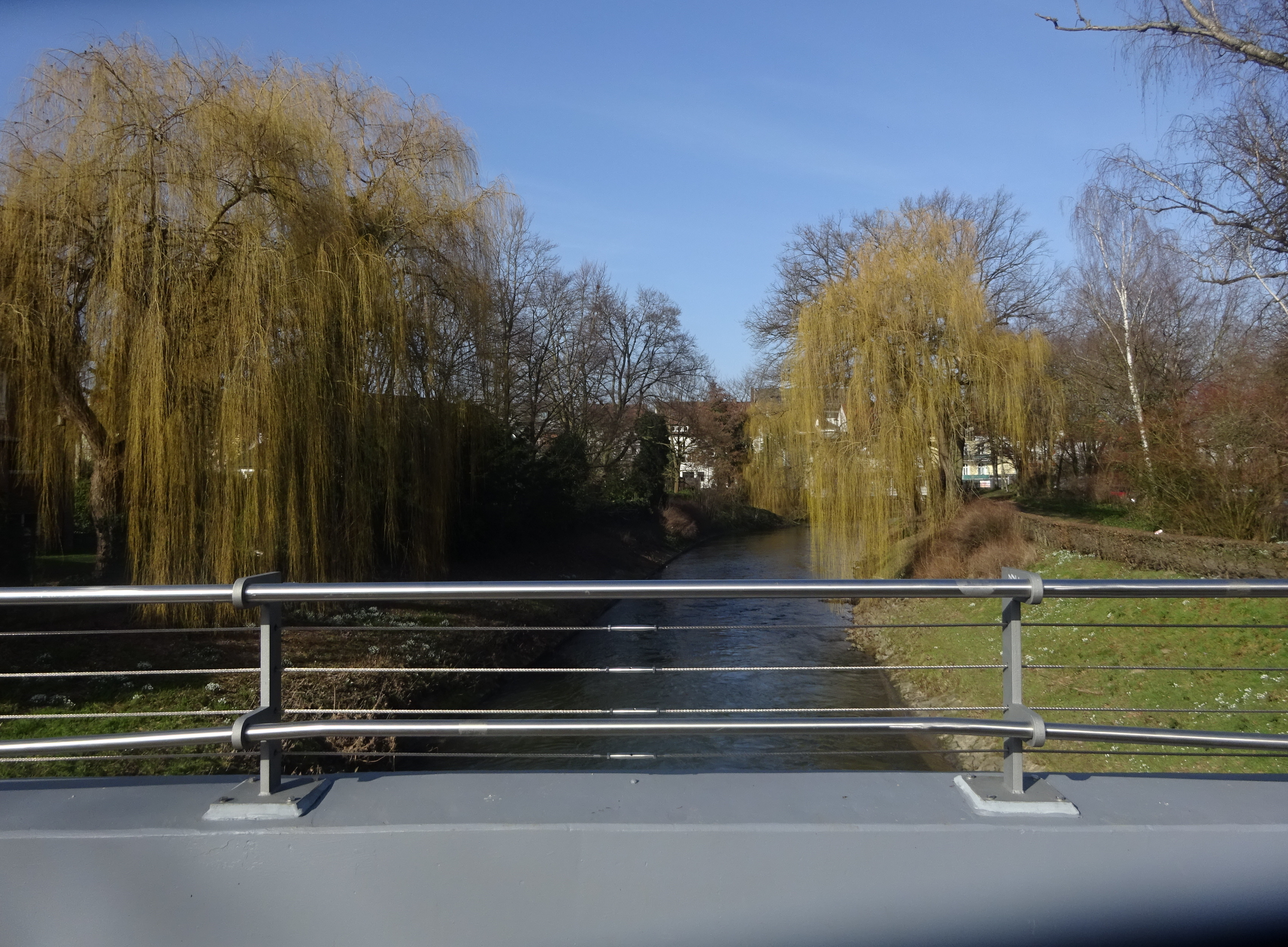
Blick von der Herderbrücke

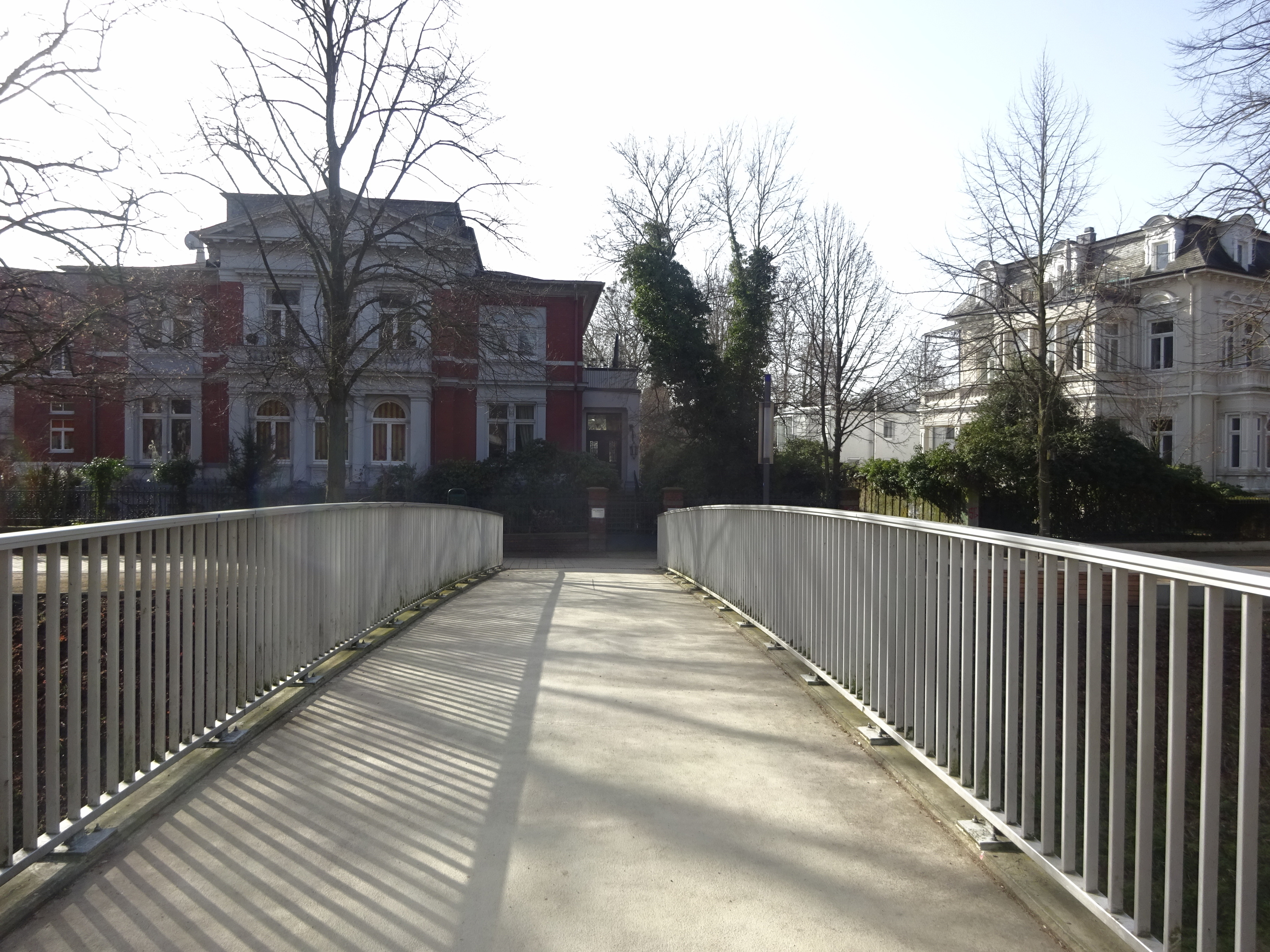
Fußgängerbrücke zwischen Lübbertorwall und Werregärten

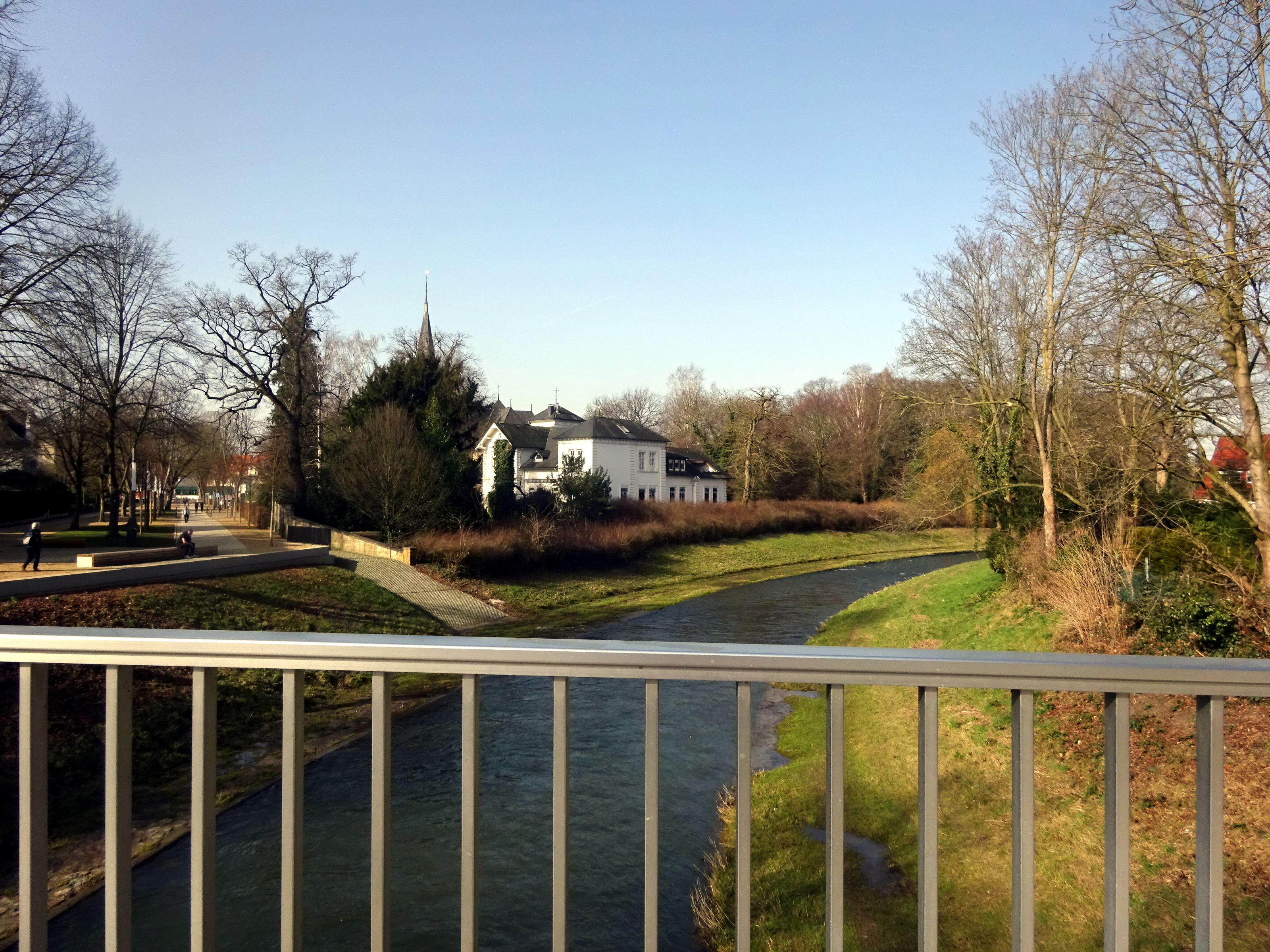
Blick von der Fußgängerbrücke am Lübbertorwall auf den Wilhelmsplatz

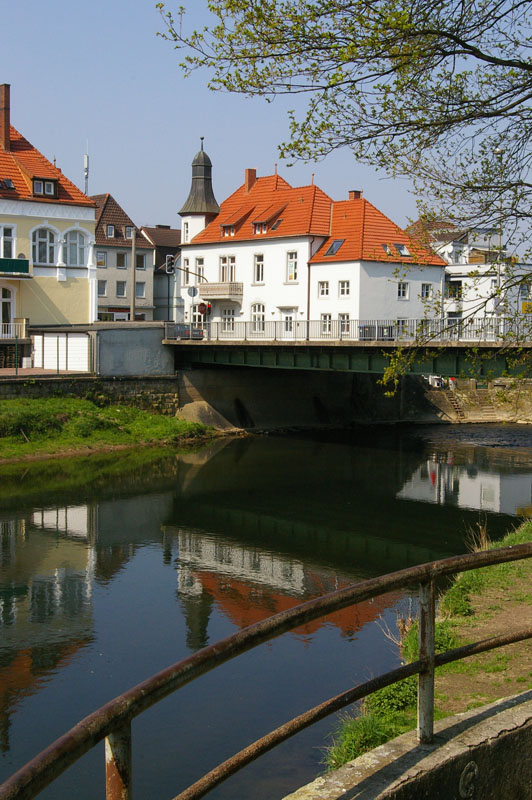
Hansabrücke

#### Lübbertorbrücke
Die Lübbertorbrücke verbindet mit ihren sechs Fahrstreifen und einem Mittelstreifen die Neustadt mit der Neustädter Feldmark. Sie ist ein Neubau aus den Jahren 1963 bis 1965, als die Mindener Straße ausgebaut und die Berliner Straße neugebaut wurde. Nördlich der Werre lagen beiderseits der Brücke die Haltestellen Lübbertor der Herforder Kleinbahn.

#### Fußgängerbrücke zwischen Lübbertorwall und Werregärten
Im Bereich des Friedrichs-Gymnasiums verbindet seit 1971 eine Fußgänger- und Fahrradbrücke den Lübbertorwall und die Werregärten.

#### Herderbrücke
Die Herderbrücke ist eine alte Fußgänger- und Fahrradbrücke zwischen der Augustastraße und der Herderstraße. Diese mündet in der Nähe der Kreispolizei, des Kreiskirchenamtes und der Firma Bugatti in die Hansastraße. Die heutige Brücke ist ein Neubau aus dem Jahr 2010.

#### Hansabrücke
Die Hansabrücke an der Hansastraße wurde im Jahre 1900 als Korbbogen-Brücke mit drei Gewölben über die Werre unterhalb des Zusammenflusses mit der Aa gebaut. Von 1902 bis 1964 fuhr die Herforder Kleinbahn über die Brücke. Nachdem die Hansabrücke am 9. Februar 1946 infolge des Werre-Hochwassers einstürzte, wurde sie als einfache Balkenbrücke mit einem im Wasser stehenden Mittelpfeiler und einer Fahrbahnbreite von zehn Metern an derselben Stelle wieder aufgebaut und am 1. Mai 1949 in Betrieb genommen. Durch den Einsturz war auch die Kleinbahnstrecke drei Jahre lang unterbrochen.
Im Jahr 2014 fuhren täglich bis zu 14.000 Fahrzeuge über die Brücke.
Aufgrund von Schäden am Tragwerk, an der Asphaltfahrbahn und am Geländer wurde die Brücke zwischen Dezember 2015 und Juli 2017 abgebrochen und durch einen Neubau an derselben Stelle ersetzt. Der Stand der Arbeiten konnte und kann auch weiterhin anhand eines Bautagebuchs im Internet verfolgt werden.

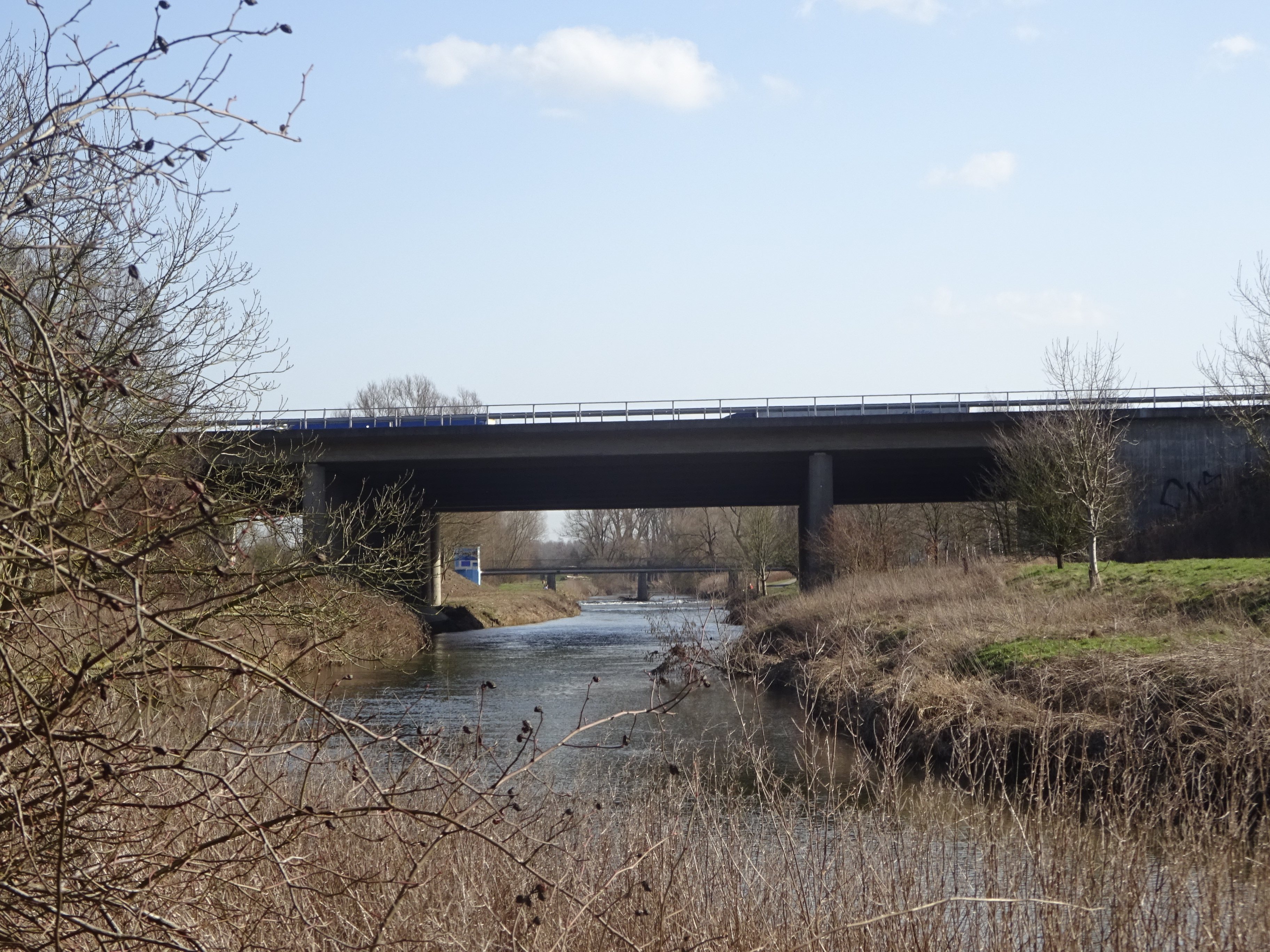
Umgehungsstraßenbrücke über die Werre

#### Umgehungsstraßenbrücke
Die Umgehungsstraße überquert in ihrem nördlichen Abschnitt im Zuge der Bundesstraße 61 die Werre im Bereich der Herforder Kläranlage.

#### Brücke Schweichelner Straße
An der Stadtgrenze von Herford-Falkendiek zu Hiddenhausen-Schweicheln überquert die Schweichelner Straße die Werre.

### Aa

#### Braker Straße
An der Stadtgrenze zu Bielefeld-Brake führt in Elverdissen die Braker Straße (L804) über die Aa. Auf Bielefelder Seite gelangt man über die Elsener Straße auf die Bundesstraße 61, die dort Herforder Straße heißt.

#### Umgehungsstraße

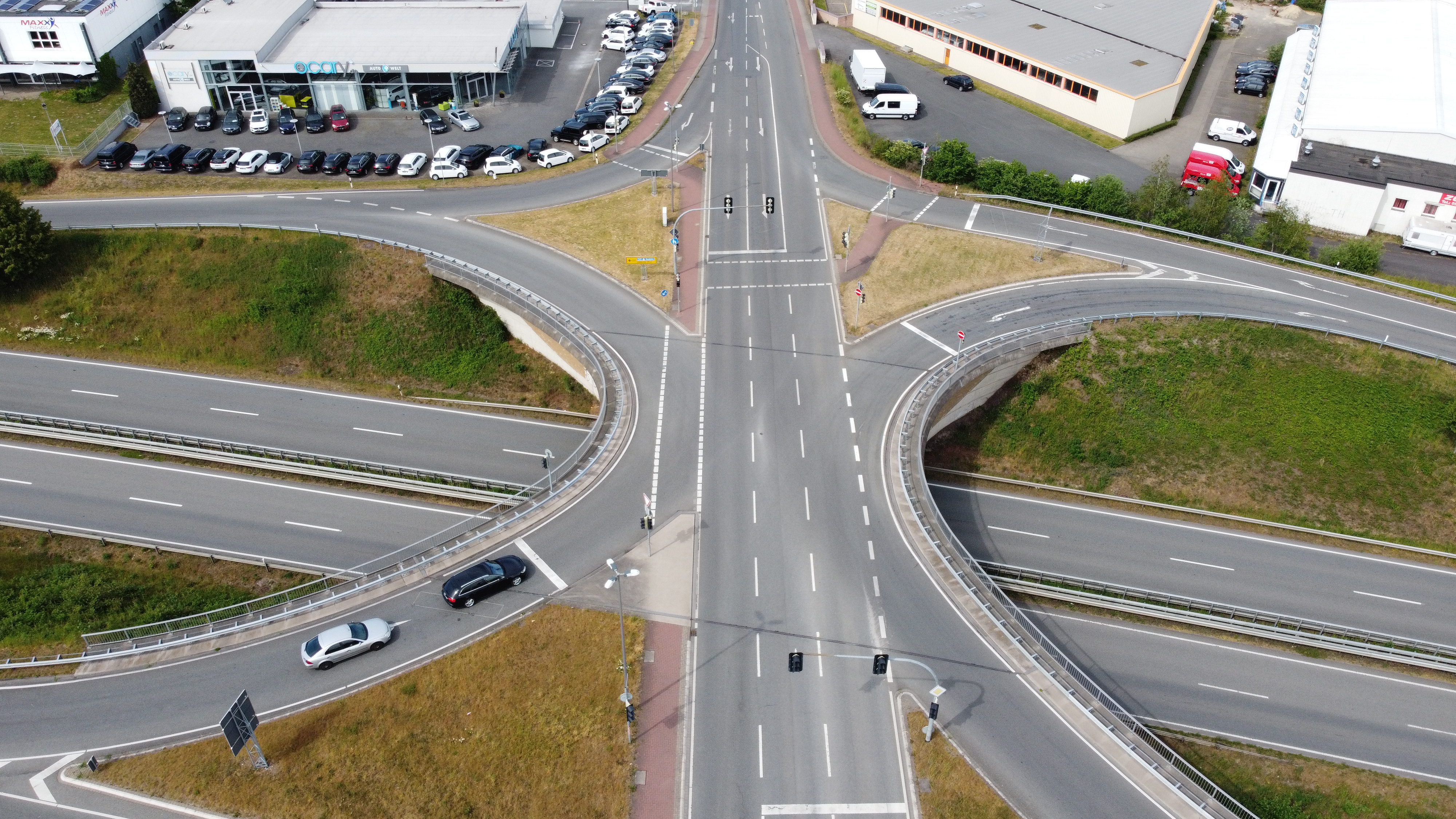
Brücke der Ahmser Straße/Planckstraße über die Umgehungsstraße

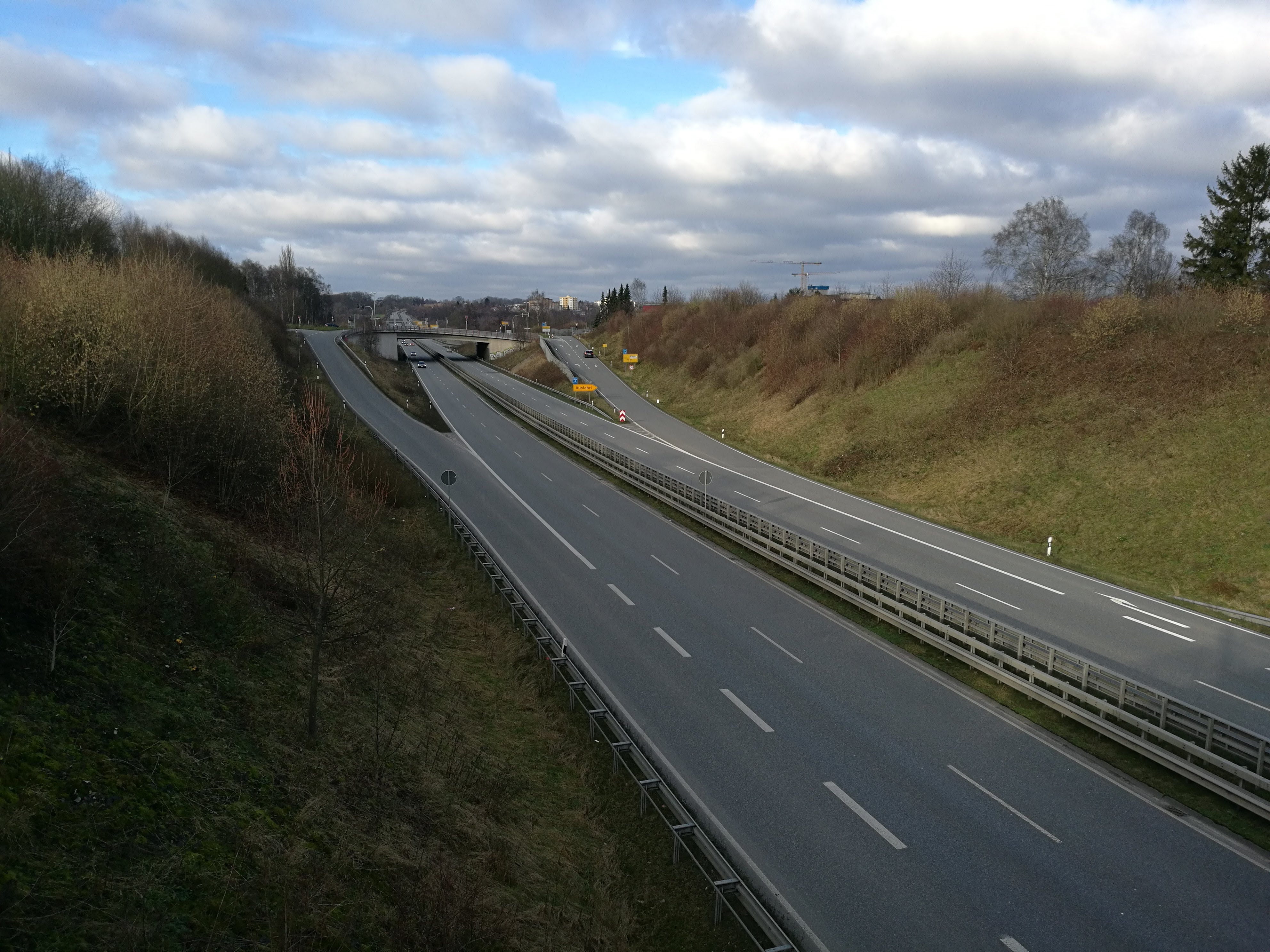
Im Hintergrund die Brücke der Elverdisser Straße über die Umgehungsstraße

Die Umgehungsstraßenbrücke über die Aa befindet sich in der Nähe der Anschlussstelle Bielefelder Straße. Sie wurde ursprünglich in den 1930er Jahren errichtet und im Zuge des autobahnähnlichen Ausbaus der Umgehungsstraße (B 239), die Ende 2007 freigegeben wurde, neu gebaut. Sie ist 162,50 Meter lang und steht auf 88 Bohrpfählen mit einem Durchmesser von 1,20 Meter, die bis zu 14,50 Meter lang sind.

#### Feldwegbrücke

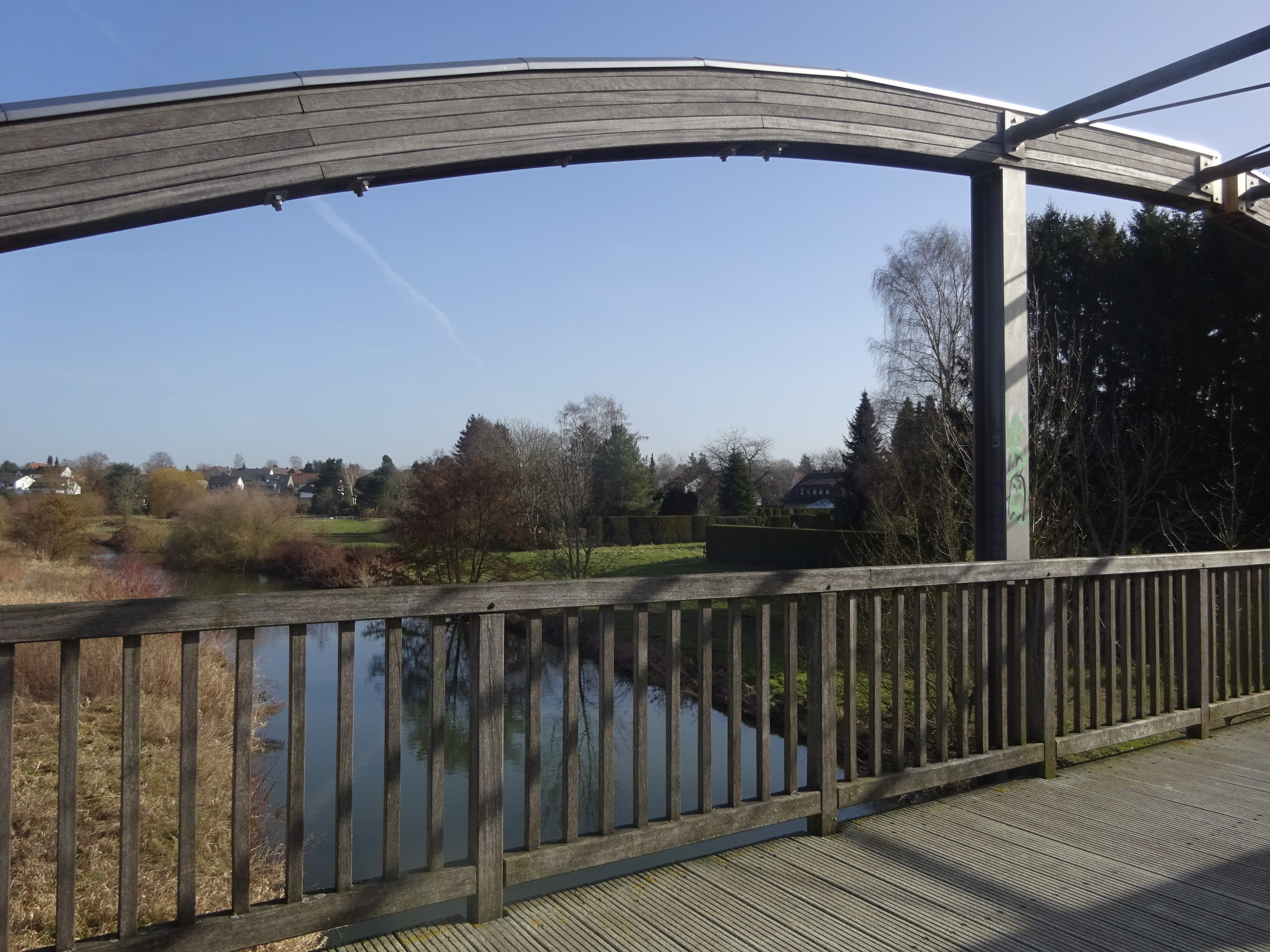
Fußgängerbrücke über die Aa am Herforder Stadtrand

Direkt neben der Umgehungsstraße führt ein Feldweg mit einer Feldwegbrücke von der Bielefelder Straße zum Altensenner Weg.

#### Stephansbrücke
Über die Stephansbrücke können Fußgänger von der Bielefelder Straße zwischen dem Westrings und dem Jöllenbecker Weg zum Leutesdorfufer und Stephansweg gelangen. Sie wurde 2011 saniert.

#### Eisenbahnbrücke

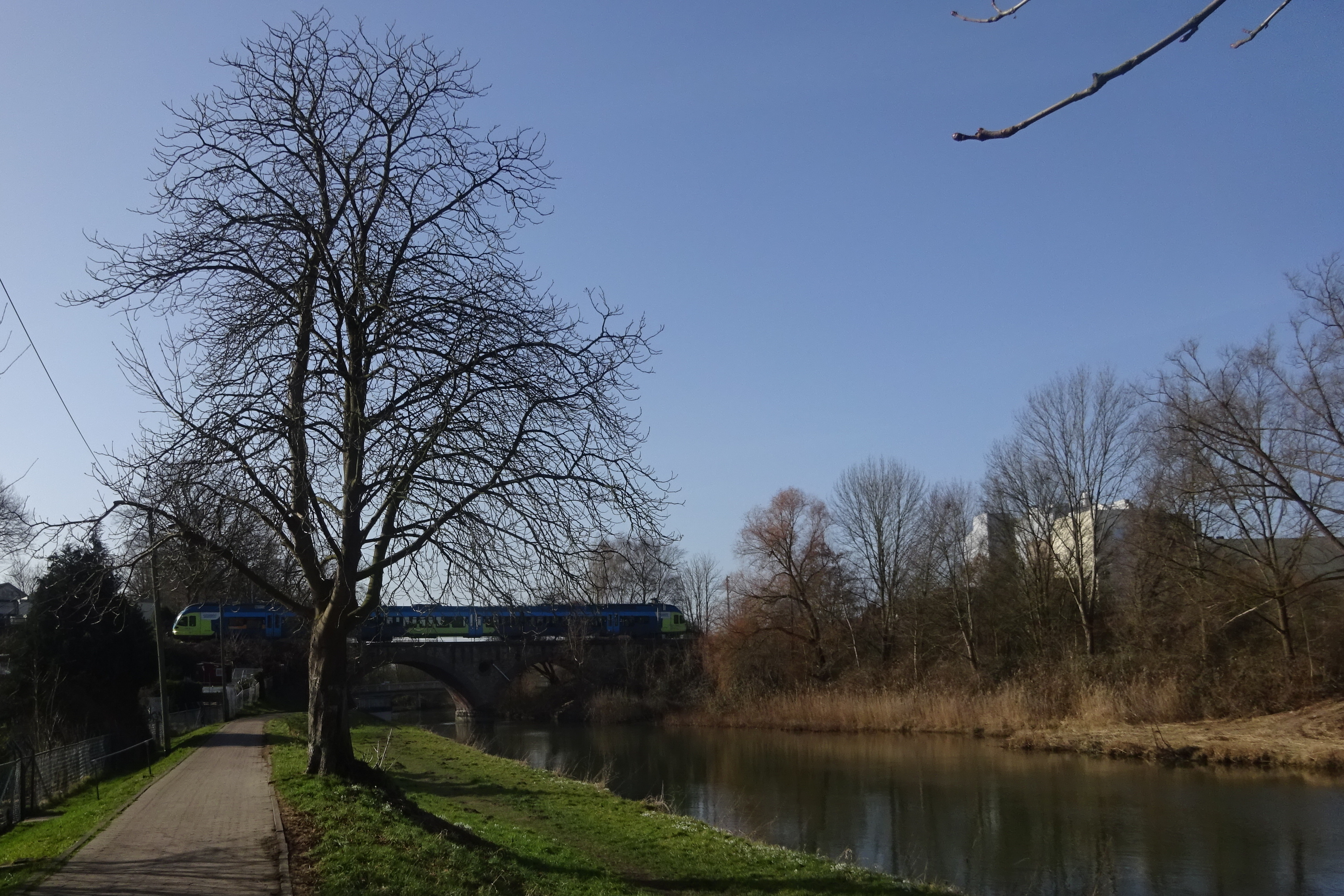
Eisenbahnbrücke über die Aa

Neben der Stephansbrücke überquert die Eisenbahnstrecke Herford–Altenbeken die Aa.

#### Fußgängerbrücke am Berufsschulzentrum
Eine Fußgängerbrücke verbindet ein Parkhaus an der Bielefelder Straße mit dem Berufsschulzentrum und dem Vodice-Ufer.

#### Hermannstraße
Zwischen dem Berufsschulzentrum und der Bielefelder Straße führt die Hermannstraße über die Aa. Die Brücke wurde in den Jahren 2010 und 2011 saniert.

#### Hertabrücke
Am westlichen Ende des Walls „Unter den Linden“ überquert die Hertabrücke oberhalb des Radewiger Wehrs die Aa. Die Fußgänger- und Fahrradbrücke wurde Ende des 19. Jahrhunderts errichtet, um die auf der alten Stadtbefestigung verlaufende Wallpromenade als Spazierweg zu erschließen.
Benannt wurde die Hertabrücke nach der Tochter des damaligen Kreisbaumeisters Ernst Grote, die 1890 in Angora (heute Ankara) geboren wurde und Lehrerin an der Herforder Töchterschule war. Sie starb 1911.
Die Brücke ist eine auf Bruchsteinen ruhende Eisenkonstruktion mit Jugendstilcharakter und Holzbeplankung. Im Jahr 2006 wurde sie von Grund auf renoviert.

#### Radewiger Brücke

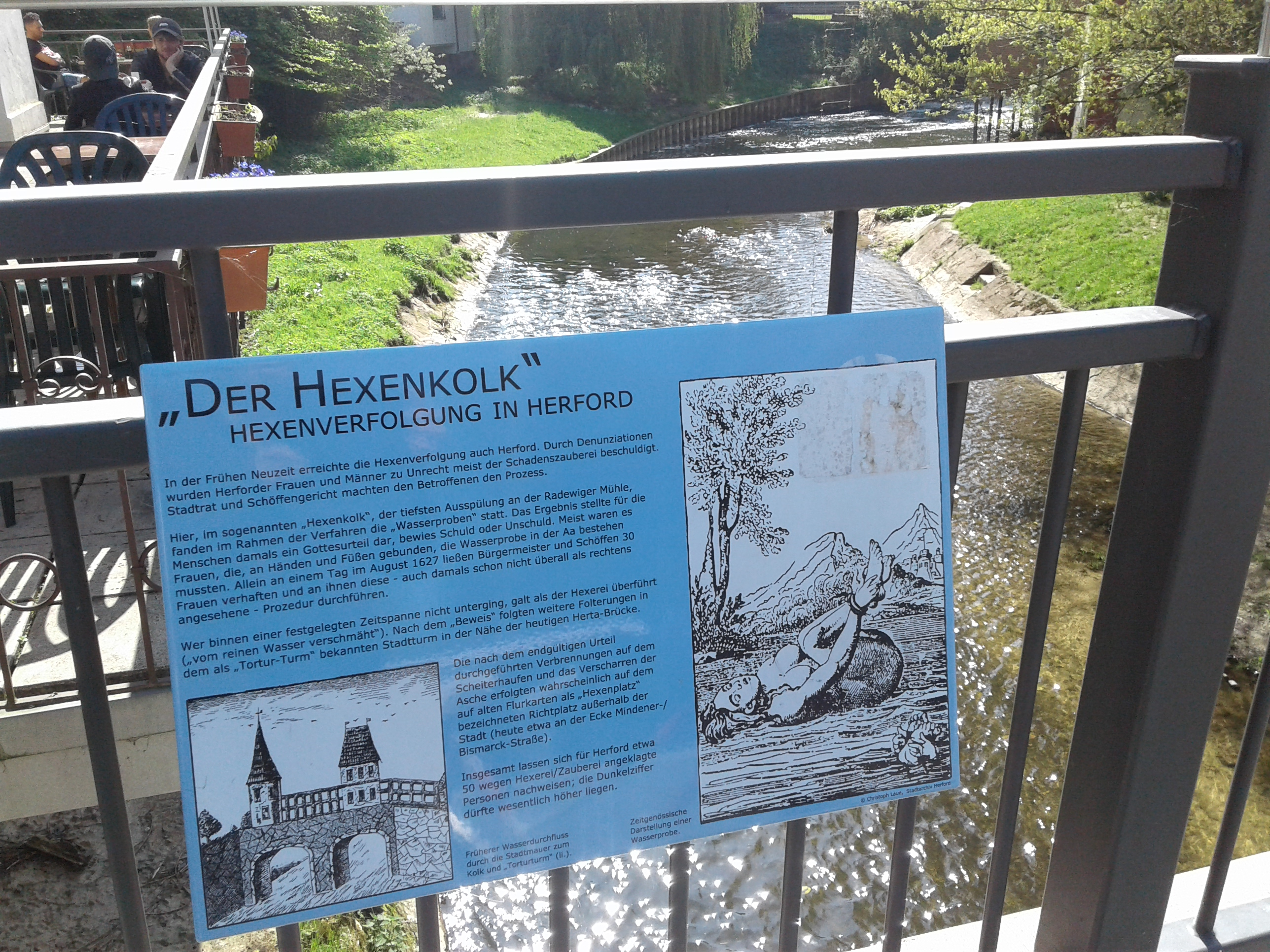
Hexenverfolgungsgedenktafel auf der Radewiger Brücke in Herford

Die Radewiger Brücke im Einmündungsbereich Radewiger Straße/Bäckerstraße/Elisabethstraße unterhalb der seit 1224 nachweisbaren Radewiger Mühle heißt eigentlich Niedermönkenbrücke. Sie wurde nach den niederen Mönchen benannt, die zur Zeit der Klarissen (an der Clarenstraße) bis zur Reformation im Kloster der Franziskaner in der Mönchstraße lebten.
An dieser Stelle, die die Altstadt mit der Radewig verbindet, wird der älteste Brückenbau in der Stadt vermutet. Die erste Brücke könnte vor etwa 1200 Jahren errichtet worden sein. Im Jahr 2012 wurde ein Neubau mit einer Breite von 8,50 Meter erstellt.

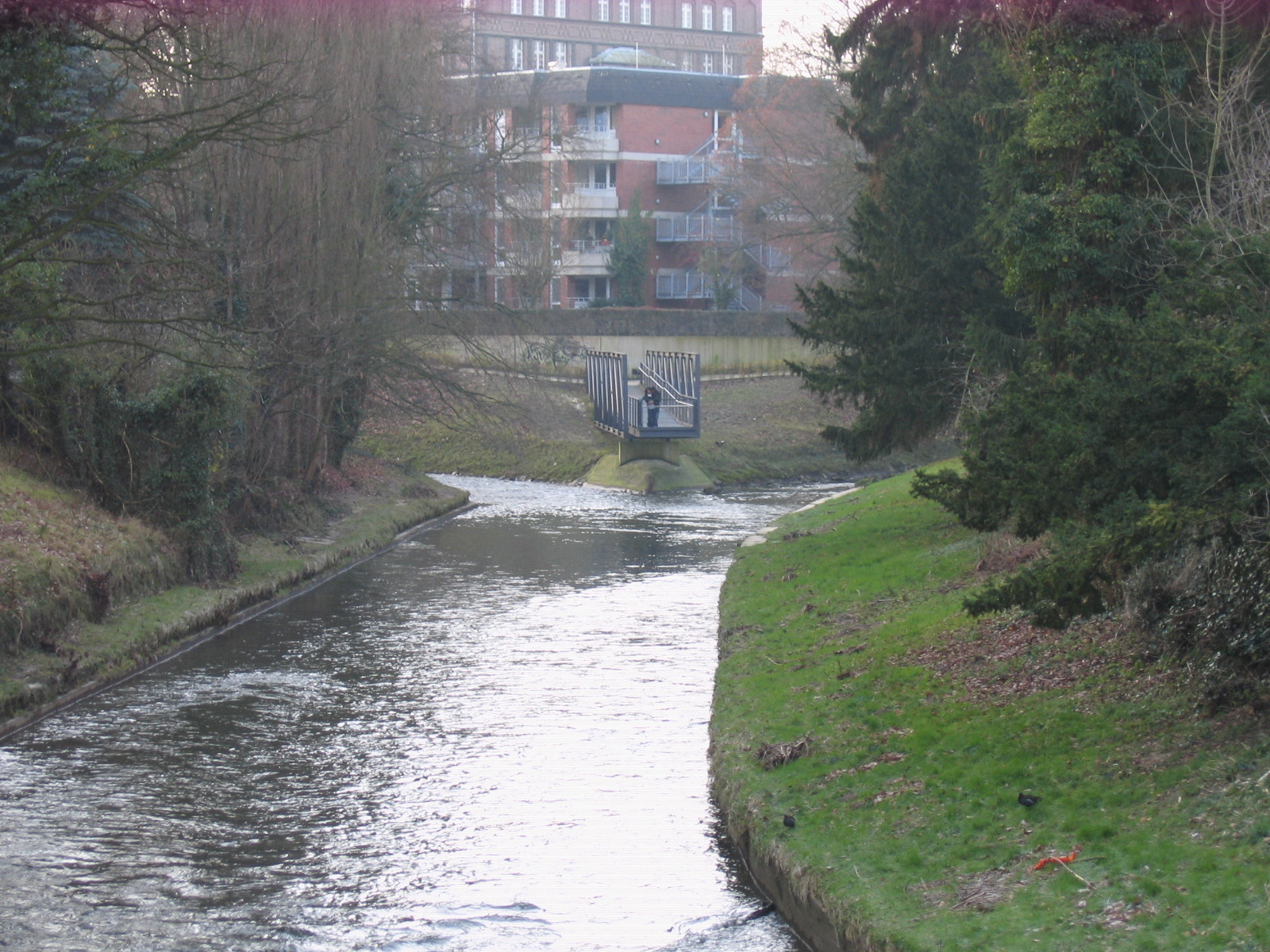
Wallsteg

#### Auf der Freiheit
An der Straße Auf der Freiheit (L 712) in der Nähe der Sparkasse Herford und des Amtsgerichts Herford überquert der vierstreifige Innenstadtring die Aa.

#### Freyabrücke
Die Freyabrücke ist eine Fußgänger- und Fahrradbrücke am Steintorwall, wo der Stadtgraben in die Aa fließt und die Bowerre ehemals in die Aa mündete.

#### Schillerbrücke
Auf dem letzten Abschnitt bis zur Mündung der Aa in die Werre überquert die Schillerbrücke an der Schillerstraße die Aa. Im Jahr 1878 wurde an dieser Stelle eine hölzerne Brücke gebaut, die den Namen Bügelbrücke erhielt und 1905 in Schillerbrücke umbenannt wurde. 1931 wurde sie erneuert und 1970 verbreitert. Wegen Schäden an der Brücke konnte sie seit 2011 nur noch einspurig befahren werden. Ab September 2018 wurde die Brücke abgebrochen und durch einen Neubau ersetzt, der 2021 in Betrieb ging.

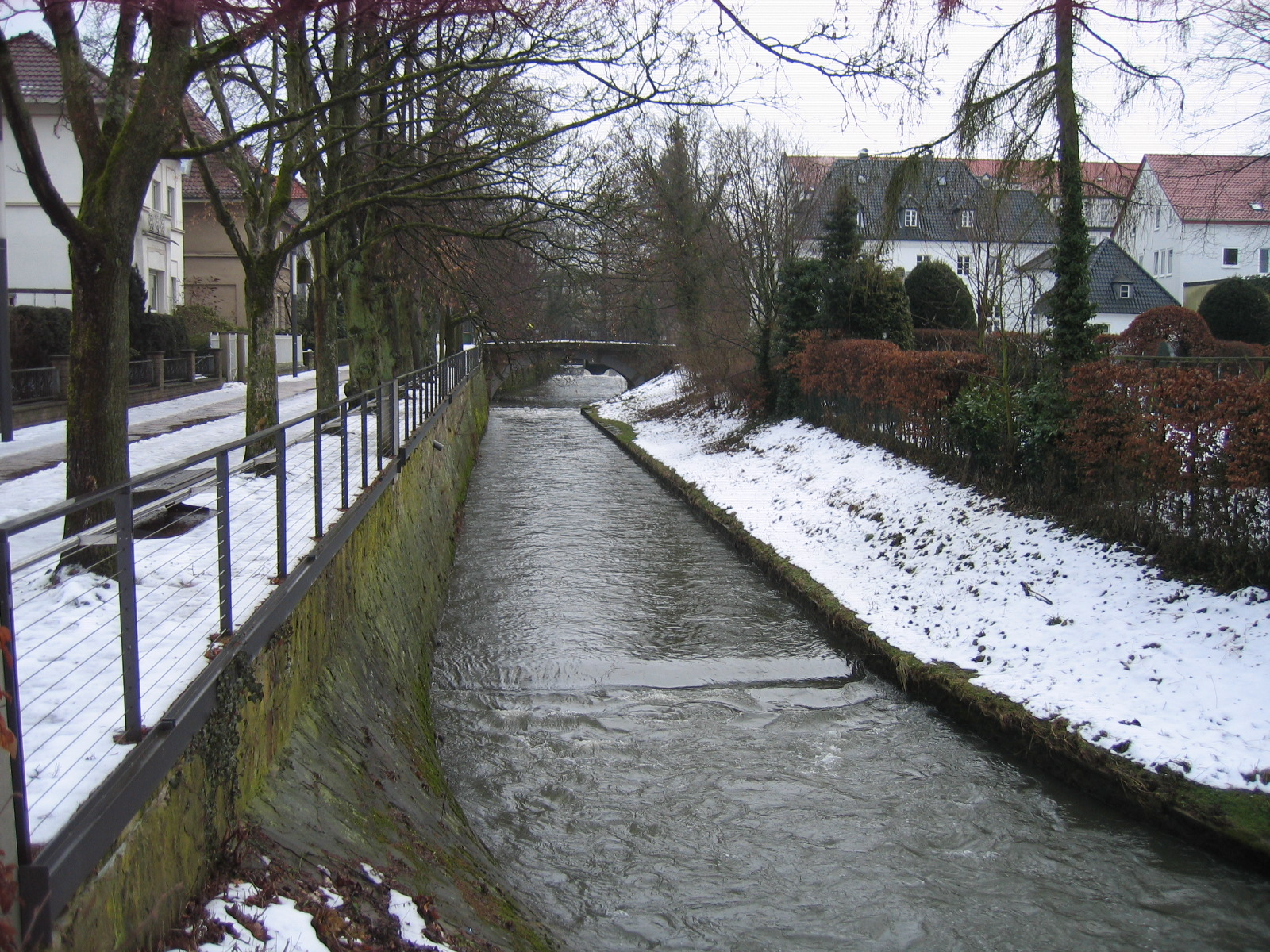
Im Hintergrund die Deichtorbrücke über den Stadtgraben

#### Wallsteg
Am Zusammenfluss von Aa und Stadtgraben wurde im August 2008 trotz erheblichen Widerstands der Bevölkerung der Wallsteg gebaut. Es handelt sich um eine begehbare Stahlkonstruktion, die vom Steintorwall über die Aa ragt und als Aussichtsplattform dient.

### Stadtgraben

#### Deichtorbrücke
Das erste Deichtor und die Brücke entstanden in der ersten Hälfte des 13. Jahrhunderts. Die heutige Deichtorbrücke, die den Stadtgraben an der Bielefelder Straße überquert, stammt aus dem Jahr 1877. Bis 1939 hieß das Straßenstück der Bielefelder Straße zwischen der Brücke und der Radewiger Straße „Deichtorstraße“.

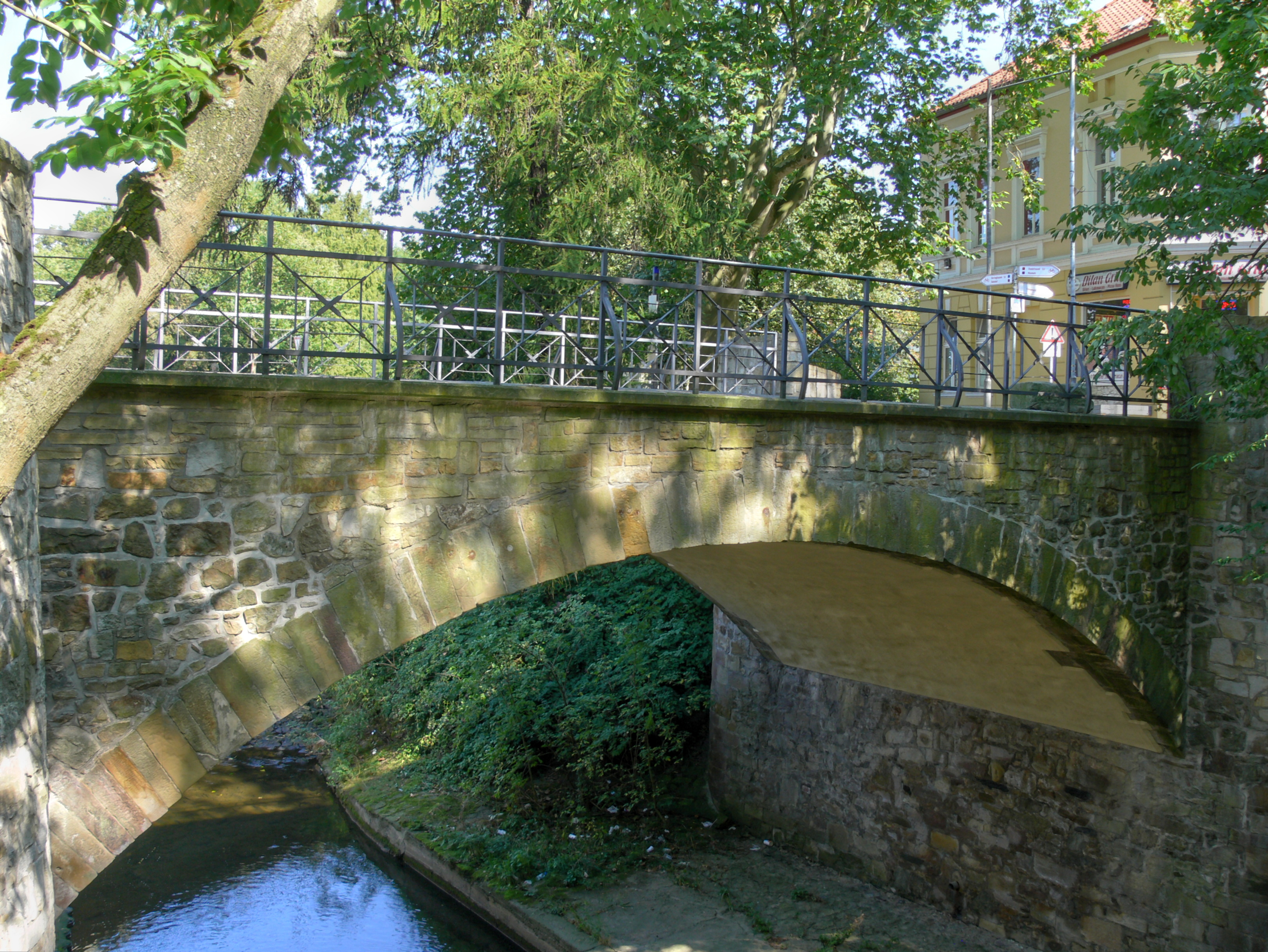
Steintorbrücke

#### Fußgängerbrücke am Daniel-Pöppelmann-Haus
Am Daniel-Pöppelmann-Haus überquert in Verlängerung der Brudtlachtstraße eine Fußgängerbrücke den Stadtgraben. Sie verbindet die Innenstadt im Bereich des Gänsemarktes mit der Kreishausstraße, so dass unter anderem die Mitarbeiter der Kreisverwaltung, des Finanzamts und der Firma Brax Leineweber die Innenstadt auf kurzem Weg erreichen können.

#### Steintorbrücke
Eine der ältesten Herforder Brücken überquert den Stadtgraben am Steintor, wo sich der Deichtorwall und der Steintorwall treffen. Die Steintorbrücke wurde von einem französischen Festungsbaumeister geplant und 1808 gebaut. Sie wurde an der Stelle errichtet, an der sich im Mittelalter eine Vier-Turm-Anlage mit zwei steinernen und einer hölzernen Zugbrücke befand. Die Holzbrücke konnte im Falle eines Überfalls oder einer Belagerung hochgezogen werden. Die heutige Brücke wurde im Jahr 2007 saniert.

#### Brücke der Straße Auf der Freiheit
Direkt neben dem Steintor wurde im Zuge des Baus des Innenstadtrings eine vierstreifige Brücke an der Bahnhofskreuzung gebaut, wo die Straße „Auf der Freiheit“ (L712) den Stadtgraben und eine Fahrrad- und Fußgängerunterführung überquert.

## Eisenbahnbrücken

### Bahnstrecke Hamm–Hannover

#### Zwischen der Stadtgrenze zu Bielefeld und dem Bahnhof Herford
Von Bielefeld kommend überquert die viergleisige Bahnstrecke Hamm–Hannover zahlreiche Straßen und Wege, und zwar in Stedefreund an der Stadtgrenze zu Bielefeld-Brake die Straße Am Schachtsiek, weiter nördlich die Straße In der Landwehr, in Diebrock den Hollinder Weg, die Straßen Krähenbrink und Am Hainkamp sowie die Laarer Straße (L 923). Danach überqueren die Gleise die Kinsbeke, an der die Grenze zwischen Herford-Stadt und Diebrock verläuft. Im weiteren Verlauf wird die Umgehungsstraße unterquert. Kurz vor der Einmündung der Bahnstrecke Herford–Altenbeken überqueren die Gleise den Westring und kurz dahinter die Straße Deichkamp.

#### Unterführungen
Im Zusammenhang mit dem viergleisigen Ausbau der Bahnstrecke von 1912 bis 1916 wurden die bis dahin ebenerdigen Gleisanlagen im Herforder Stadtgebiet auf einen Damm gelegt und die Bahnübergänge durch Brücken ersetzt. Die Eisenbahnbrücken im Bereich des Herforder Bahnhofs werden wegen ihrer Länge als Unterführungen bezeichnet. 
Auf der Unterführung über der Straße Schleife liegen die sieben Bahnsteiggleise, die beiden Güterzuggleise und ein Ausziehgleis.
Durch die längste Unterführung im Stadtgebiet verläuft die Sophienstraße. Auf ihr liegen sechs Reisezuggleise, die beiden Güterzuggleise und zahlreiche Rangier- und Abstellgleise des Güterbahnhofs, von denen einige nicht mehr in Betrieb sind. 
Am Nordkopf des Bahnhofs führte bis 1966 das Gleis der Herforder Kleinbahn durch eine Unterführung. Außerdem lagen darin Anschlussgleise der Firma Sulo und der Herforder Brauerei. Die Gleise wurden auch noch einige Jahre nach Stilllegung der Kleinbahn genutzt und liegen heute noch.
Eine weitere Unterführung gibt es zwischen der Goebenstraße und der Bünder Straße. 

#### Brücke über die Umgehungsstraße
Etwa 300 Meter nördlich überquert die Bahnstrecke die Umgehungsstraße (B 61) im Bereich der Kläranlage. Auf der Eisenbahnbrücke liegen sieben Gleise. Es handelt sich um die viergleisige Bahnstrecke Hamm–Hannover, wovon zwei von Reisezügen mit der VzG-Streckennummer 1700 und zwei von Güterzügen mit der Nummer 2990 genutzt werden. Ein weiteres Gleis gehört zur Strecke Herford–Kirchlengern mit der Streckennummer 2981. Die letzten beiden Gleise sind ehemalige Anschlussgleise der Herforder Brauerei, wobei über ein Gleis eine Verbindung zur Herforder Kleinbahn bestand.

### Bahnstrecke Herford–Altenbeken (Lippische Bahn)
Von Lippe kommend unterquert die 1880 erbaute Bahnstrecke zunächst die Autobahn 2. In der Nähe des Ludwig-Jahn-Stadions überquert sie die Werre und kurz darauf die Gaußstraße.

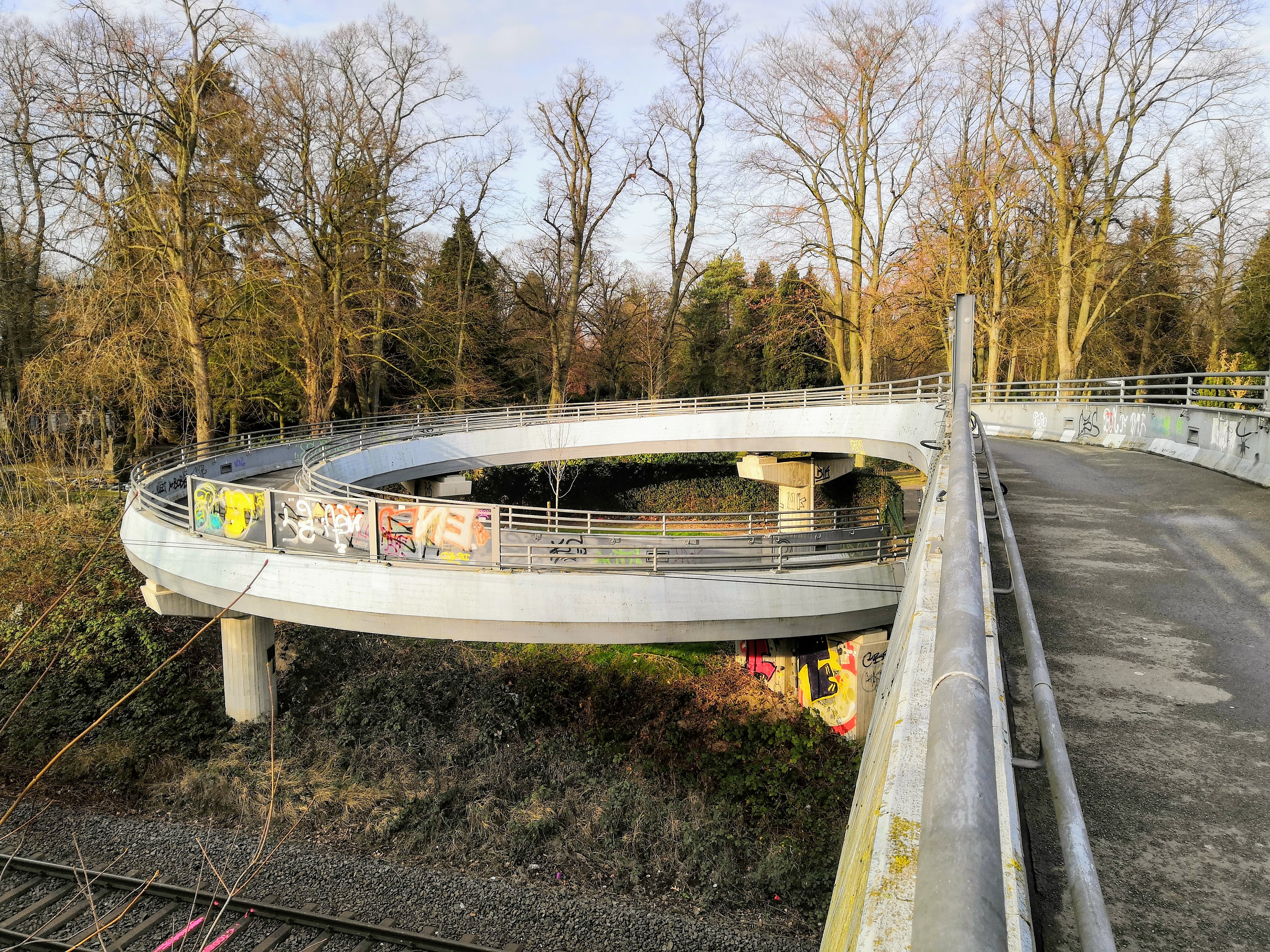
Fußgängerbrücke Alter Friedhof

Die 2009 neugebaute Fußgänger- und Fahrradbrücke zwischen dem Alten Friedhof an der Hermannstraße und der Elverdisser Straße (L 778) über die Bahnstrecke wurde vom Bund der Steuerzahler wegen der Kosten für die aufwändigen Rampen kritisiert. Zuvor war die alte Brücke abgebrochen worden.
Kurz vor der Einmündung in die Bahnstrecke Hamm–Hannover überquert die Bahnstrecke Herford–Altenbeken die Aa und die Bielefelder Straße.

## Straßenbrücken

### Autobahn

#### Eisenbahn- und Straßenbrücken
Auf Herforder Stadtgebiet überquert die Bundesautobahn 2 von Süden her die Bahnstrecke Herford–Altenbeken, die Salzufler Straße (L 712) und die Stadholzstraße.
Alle weiteren Brücken liegen im Stadtteil Schwarzenmoor.

#### Bogenbrücke

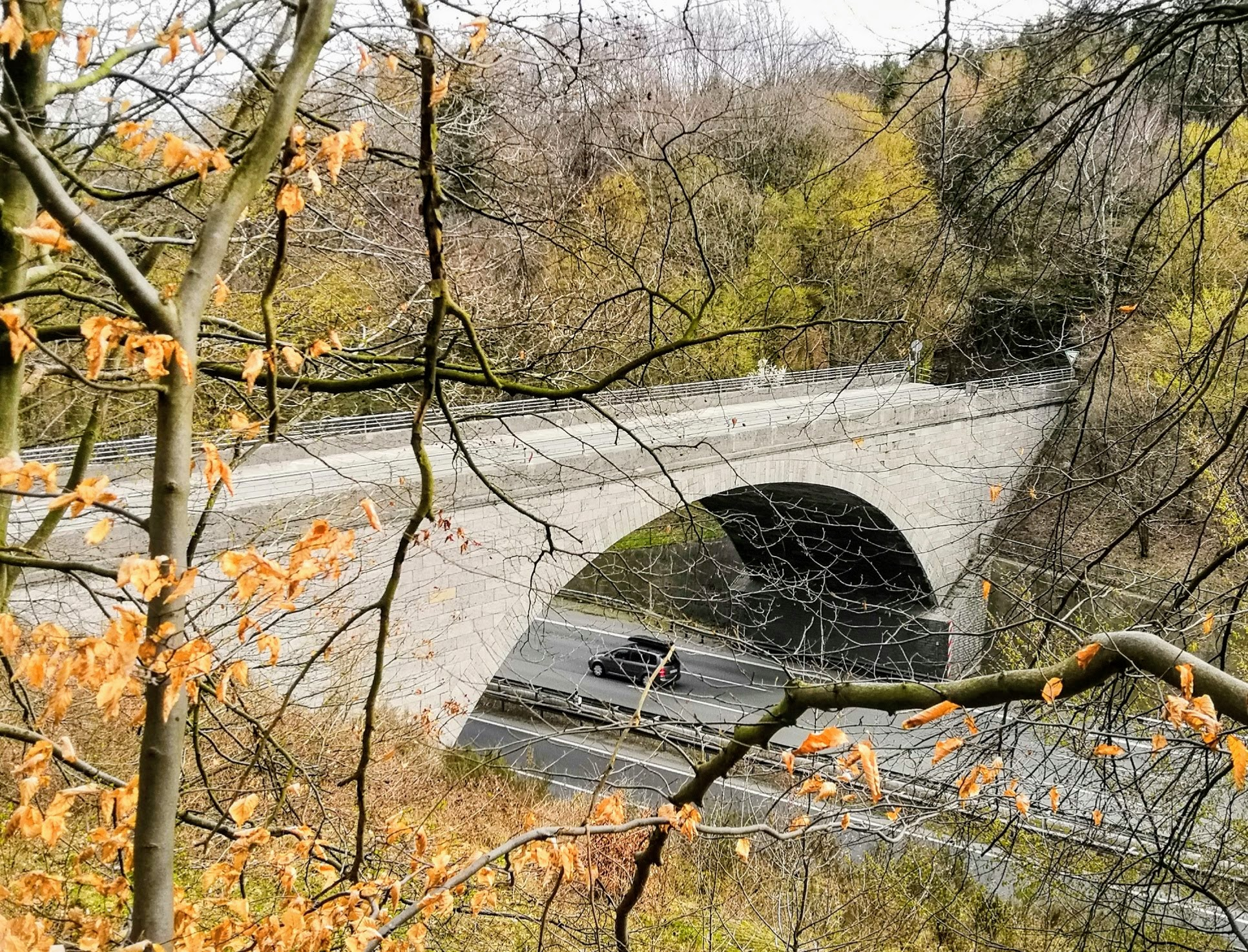
Bogenbrücke A2 in Herford

Zwischen dem Stuckenberg und dem Obernberg überquert an der Stadtgrenze zwischen Herford und Bad Salzuflen eine Bogenbrücke die Autobahn. Es handelt sich um eine Brücke für den Forstbetrieb und die Waldspaziergänger und Wanderer. Sie ist für diese Nutzung verhältnismäßig breit und wird auch von Wildtieren genutzt.

#### Talbrücke Finnebach
An der Stadtgrenze zu Vlotho-Exter überquert seit 1938/1939 die Autobahn den Finnebach auf zwei 158 Meter langen und 15 Meter hohen Steinbogenbrücken. Seit dem sechsstreifigen Ausbau der Autobahn in den Jahren 1982 bis 1984 hat die Brücke, deren beide Teile direkt aneinander stoßen, eine Gesamtbreite von 38 Metern.
Unter den Talbrücken verläuft auf Vlothoer Stadtgebiet neben dem Finnebach noch ein Feldweg.

#### Nördlicher Abschnitt
Weiter nördlich verläuft unter der Autobahn die Straße Zur Loose.
An der Anschlussstelle 30 Herford-Ost überquert die Vlothoer Straße (L778) die Autobahn.
Nördlich davon führt die Straße Auf’m Hellwege über die Autobahn.
An der östlichsten Stadtgrenze zu Vlotho-Exter wird eine weitere Straße überquert, die auf Herforder Stadtgebiet namenlos ist oder zur Straße Schlingkamp gerechnet wird. Auf Vlothoer Stadtgebiet heißt sie Schwarzenmoorstraße.

### Umgehungsstraße

#### Brücken über die Umgehungsstraße
Die neuesten Brücken innerhalb des Stadtgebietes wurden im Zusammenhang mit dem vierstreifigen Ausbau der Bundesstraße 239 zwischen der Autobahnanschlussstelle 29 Herford/Bad Salzuflen, die auf Bad Salzufler Stadtgebiet liegt, und der Diebrocker Straße (L 543) im Jahr 2008 fertiggestellt. Seitdem überqueren die Ahmser Straße/Planckstraße, die Lockhauser Straße, der Hellerweg mit einer Fuß- und Radwegüberführung, der Viehtriftenweg, die Elverdisser Straße (L 778) und bereits zuvor seit dem Ausbau des nördlichen Abschnitts die Diebrocker Straße (L 543), die Engerstraße (L 712) und der Oetinghauser Weg die überwiegend im Einschnitt liegende vierstreifige Umgehungsstraße.
Im nördlichen Bereich, in dem die Umgehungsstraße nur zweistreifig ist, wird sie von einer Eisenbahnbrücke mit sechs Gleisen überquert. Einzelheiten hierzu im letzten Absatz des Abschnitts Bahnstrecke Hamm–Hannover.

#### Umgehungsstraße über Straßen und Eisenbahn
Von Südosten her überquert die Umgehungsstraße, die in diesem Bereich die Bundesstraße 239 ist, im Bereich der Stadtgrenze zu Bad Salzuflen-Ahmsen die Hertzstraße und weiter nördlich den Altensenner Weg und die Bielefelder Straße. Dort mündet von Bielefeld her die Bundesstraße 61 in die Umgehungsstraße, die im weiteren Verlauf zwei Bundesstraßennummern hat.
Direkt dahinter wird die viergleisige Bahnstrecke Hamm–Hannover überquert.
Weiter nördlich führt an der Straße „An der Kinsbeke“ eine Fuß- und Radwegunterführung unter der Umgehungsstraße hindurch.
In dem Bereich, in dem die Umgehungsstraße zweistreifig wird, überquert sie die Füllenbruchstraße und kurz vor dem Ende der Umgehungsstraße die Eimterstraße. In diesem Bereich ist die Umgehungsstraße nur noch die Bundesstraße 61.

#### Umgehungsstraße über Flüsse und Bäche
Die beiden Brücken der Umgehungsstraße über die Werre und die Aa sind bei den beiden Flüssen beschrieben.
In der Nähe des Viehtriftenweges überquert die Umgehungsstraße den Flachsbach, der von Elverdissen her kommt und nördlich der Umgehungsstraße in die Aa mündet.

### Bielefelder Straße
Im Zusammenhang mit dem vierstreifigen Ausbau der Umgehungsstraße wurde auch die Anschlussstelle Bielefelder Straße mit dem anschließenden Straßenstück vierstreifig ausgebaut. Dabei wurde über der Bielefelder Straße kurz vor der Einmündung der Laarer Straße eine Straßenbrücke zur Erschließung der auf der Südseite der Bielefelder Straße stehenden Häuser gebaut.

## Fußgängerunterführungen
Die größte Fußgängerunterführung der Stadt Herford gibt es am Steintor. Sie besteht aus mehreren Teilen, die den Kreuzungsbereich Bahnhofstraße/Auf der Freiheit/Wittekindstraße an mehreren Stellen unterquert. Auf den relativ breiten Wegen sind Bereiche für Radfahrer und Fußgänger markiert.
Eine weitere Fußgängerunterführung gibt es unter der Rennstraße (L 778). Sie verbindet den Pöppelmannwall und mit dem Wall Unter den Linden.
Im ehemaligen Verlauf der Bowerre wurde im Zuge des vierstreifigen Ausbaus der Bergertorstraße dort eine Fußgängerunterführung gebaut.
Weitere Fußgängerunterführungen gibt es parallel zur Werre unter der Lübbertorbrücke und den Bergertorbrücken.

## Ehemalige Brücken

### Brücken über die Bowerre

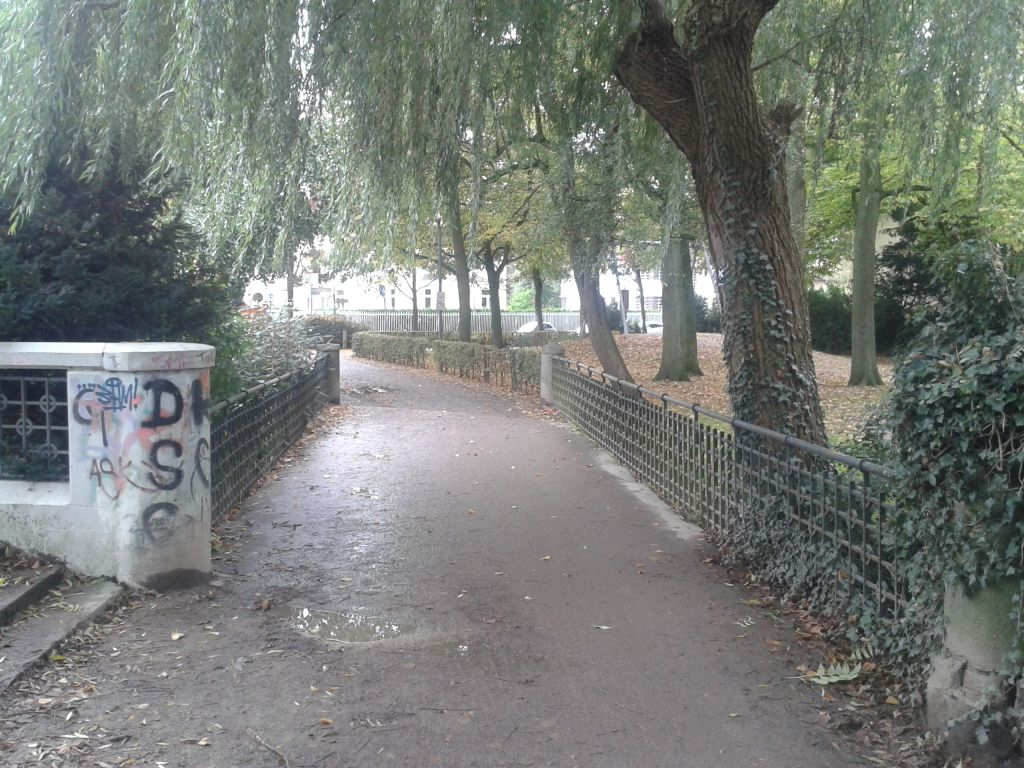
Weddigenufer mit ehemaliger Bowerrebrücke

In den letzten Jahrzehnten wurden in der Stadt auch einige Brücken ersatzlos zurückgebaut bzw. verfüllt. Das betrifft vor allem die Brücken über die Bowerre, die zwischen 1969 und 1976 zugeschüttet wurde. Es handelt sich um die Brücken am Weddigenufer, die Osterbrücke, die die Johannisstraße und die Bergertorstraße verband, die Mittelstädter Brücke am Linnenbauerplatz, die Brücke an der Berliner Straße, die Fußgängerbrücke am Schulwall und die Brücke über an der Arndtstraße.

### Weitere Brücken
Nachdem die Fußgängerbrücke über die Bahnstrecke Hamm–Hannover zwischen der Diebrocker Straße und der Wittekindstraße zunächst einige Zeit wegen Baufälligkeit gesperrt war, wurde sie Mitte Januar 2001 abgerissen. Die Brücke war Anfang der 1950er Jahre gebaut worden, nachdem der Vorgängerbau von einem mit Panzern beladenen Zug heruntergerissen worden war und auf die Gleise stürzte.
Im Bereich Lübbertorwall/Wilhelmsplatz überspannten ursprünglich zwei private Fußgängerbrücken die Werre. Sie wurden beim Hochwasser am 9. Februar 1946 zerstört.